# Grand Army (série de televisão)
Grand Army é uma série de televisão americana de drama. É baseada na peça Slut: The Play e foi lançada na Netflix em 16 de outubro de 2020. Em junho de 2021, a Netflix cancelou a série após uma temporada.

## Premissa
A série segue a história de cinco estudantes na Grand Army High School em Brooklyn, New York.

## Elenco

### Principal
- Odessa A'zion como Joey Del Marco
- Odley Jean como Dominique "Dom" Pierre
- Amir Bageria como Siddhartha "Sid" Pakam
- Maliq Johnson como Jayson Jackson
- Amalia Yoo como Leila Kwan Zimmer
- Alphonso Romero Jones, II como John Ellis
- Thelonius Serrell-Freed como Tim Delaney
- Anthony Ippolito como George Wright
- Brian Altemus como Luke Friedman

### Recorrente
- Sydney Meyer como Anna Delaney
- Keara Graves como Grace
- Jaden Jordan como Owen Williams
- Brittany Adebumola como Tamika Jones
- Naiya Ortiz como Sonia Cruz
- Crystal Nelson como Tor Sampson
- Ashley Ganger como Meera Pakam
- Marcela Avelina como Flora Mejia
- Lola Blackman como Rachel Finer
- David Iacono como Bo Orlov
- August Blanco Rosenstein como Victor Borin
- Zac Kara como Omar Biller

## Episódios

### 1.ª temporada (2020)
| N.º | Título               | Dirigido por   | Escrito por                                                        | Lançamento            |
| --- | -------------------- | -------------- | ------------------------------------------------------------------ | --------------------- |
| 1   | "Brooklyn, 2020"     | So Yong Kim    | Katie Cappiello                                                    | 16 de outubro de 2020 |
| 2   | "See Me"             | So Yong Kim    | Katie Cappiello                                                    | 16 de outubro de 2020 |
| 3   | "Relationship Goals" | Darnell Martin | Katie Cappiello                                                    | 16 de outubro de 2020 |
| 4   | "Safety On"          | Darnell Martin | Katie Cappiello                                                    | 16 de outubro de 2020 |
| 5   | "Valentine's Day"    | Tina Mabry     | Hilary Bettis e Katie Cappiello                                    | 16 de outubro de 2020 |
| 6   | "Superman This Shit" | Tina Mabry     | Randy McKinnon e Katie Cappiello                                   | 16 de outubro de 2020 |
| 7   | "Making Moves"       | Silas Howard   | Andy Parker                                                        | 16 de outubro de 2020 |
| 8   | "Hail Mary"          | Silas Howard   | Ming Peiffer, Lewaa Nasserdeen, Katie Cappiello e Alessandra Clark | 16 de outubro de 2020 |
| 9   | "Freedom"            | Clement Virgo  | Katie Cappiello                                                    | 16 de outubro de 2020 |

## Produção

### Desenvolvimento
Foi anunciado em outubro de 2019 que a Netflix havia encomendado uma adaptação de 10 episódios da peça de Katie Cappiello de 2013, uma que expande o trabalho original. As histórias são baseadas em histórias reais de seus alunos.

### Seleção de elenco
Foi anunciado que Odessa A'zion interpretaria Joey Del Marco e Amalia Yoo reprisaria seu papel da peça como Leila Kwan Zimmer. Também no elenco principal estão Maliq Johson, Amir Bageria e Odley Jean.

### Filmagens
As gravações aconteceram em Toronto e em Nova York.

## Lançamento
O teaser e as primeiras imagens foram lançados em setembro de 2020. O trailer oficial da série foi liberado em outubro de 2020.

## Recepção
Para a série, o agregador de resenhas Rotten Tomatoes coletou 14 resenhas críticas e identificou 71% delas como positivas, com uma classificação média de 7.34/10. O Metacritic atribuiu à série uma pontuação média ponderada de 67 em 100 com base nas avaliações de 11 críticos, indicando avaliações positivas.